# International Bank Account Number

Declaração bancária britânica típica (banco ficticio) que mostra o IBAN

O International Bank Account Number (IBAN; número internacional de conta bancária) é um código-padrão internacional para a identificação de contas bancárias. Foi originalmente adoptado pelo European Committee for Banking Standards e posteriormente adoptado como ISO 13616:1997 e actualmente ISO 13616:2007.

## Formato do IBAN
O IBAN é composto, no máximo, por 34 caracteres. Os dois primeiros caracteres correspondem ao país de domiciliação da conta (PT-Portugal, ES-Espanha, DE-Alemanha, etc.). O terceiro e quarto caracteres são de controlo e servem para validação do código do país. Os restantes dígitos correspondem à estrutura de identificação de contas definida para cada país.
Em Portugal, a construção do IBAN é efectuada sem necessidade de alterações dos números de conta nacionais e da respectiva estrutura. O IBAN das contas bancárias domiciliadas em Portugal tem 25 caracteres – o prefixo «PT50» e os 21 caracteres do NIB.
No Brasil, todas as contas correntes bancárias são dotadas de um IBAN desde 1 de julho de 2013 conforme determina a Circular 3.625 de 14 de fevereiro de 2013 do Banco Central do Brasil. 
Com esta formulação, a adoção do IBAN permitiu que cada país continuasse a ter o seu próprio standard de IBAN, viabilizando simultaneamente a identificação, interpretação e validação harmonizadas dos identificadores de conta de pagamento internacionais, minimizando a ocorrência de erros e incorreções na informação afeta à execução de operações de pagamento internacionais.